# Antonio Muñoz Gras

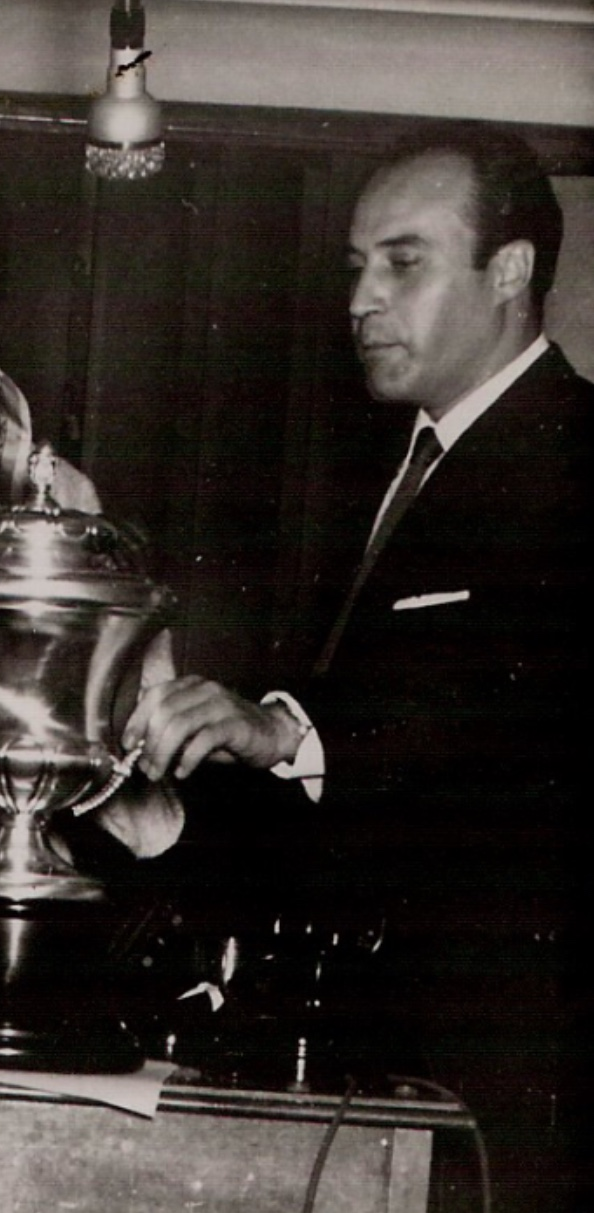
Antonio Muñoz Gras, como locutor en Cuéntenos su caso. Radio Juventud. Madrid, 1958.

Antonio Abdón Muñoz Gras (Madrid, 30 de julio de 1929-Madrid, 20 de enero de 2015) fue un periodista, locutor de radio y escritor español.

## Reseña biográfica
Antonio Muñoz Gras trabajó como periodista en diversos medios de comunicación españoles entre 1950 y el año 2000, destacando como locutor, presentador y director en programas de Radio Cáceres, Radio Nacional de España, Radio Juventud y Radio Exterior. En los medios escritos destacó su labor como redactor en la revista Villa de Madrid: revista del Excmo. Ayuntamiento, así como en el diario El Alcázar.
Para la emisora Radio Juventud dirigió y presentó durante 1958 el programa radiofónico Cuéntenos su caso, antecedente español del Ustedes son formidables. Ambos se trataban de un formato basado en la participación del oyente y la recaudación de dinero con fines benéficos importado de la radio francesa.  En el programa participaban como locutores ayudantes Maria Ángeles Moreno Hebrero y Mariano de la Banda,  así como celebridades españolas de la época famosas por el cine, teatro o radio y que colaboraban desinteresadamente.
En su faceta como escritor, publicó tres novelas tituladas "La sonrisa del Golem", "Sor Patricia en Internet" y "Las aventuras de la Bicicleta Loca, la Mona Calva y el Elefante Sordo", siendo esta última de temática fantástica dirigida al público juvenil.
Se licenció en Ciencias de la Información por la Facultad de Ciencias de la Información de la Universidad Complutense de Madrid. 